# William Townsend Aiton
Pour les articles homonymes, voir Aiton (homonymie).
William Townsend Aiton est un botaniste britannique, né le 2 février 1766 à Kew et mort le 9 octobre 1849 à Kensington.

## Biographie
Il travaille, dès son jeune âge, aux côtés de son père, William Aiton, aux Jardins botaniques royaux de Kew. Il lui succède à sa mort à la tête des Jardins. Il assure également la gestion des jardins des palais de Kensington et de Buckingham ainsi que le Royal Pavilion de Brighton. Il participe en 1804 à la fondation de la Royal Horticultural Society.
Il supervise la deuxième édition de l’Hortus Kewensis (1810-1813). L’accession de Guillaume IV en 1830 marque le déclin des responsabilités d’Aiton mais aussi la réduction du financement des Jardins. C’est le transfert des Jardins, de la couronne à la nation, en 1841, qui met fait à cet affaiblissement, Sir William Jackson Hooker en devient le premier directeur. Aiton, sans responsabilités depuis 1841, démissionne en 1845.